# Международная федерация рэндзю
Международная федерация рэндзю (англ. The Renju International Federation, RIF) — международная организация, курирующая вопросы рэндзю и гомоку во всём мире.
Основными целями федерации являются объединение стран-игроков в рэндзю, проведение интернациональных соревнований (чемпионатов мира и прочих), распространение рэндзю во всём мире.
Международная федерация рэндзю основана в 1988 г. в Стокгольме Японией, Швецией и СССР, имеющими статус стран-основателей. Россия является правопреемницей СССР в РИФ с 1991 г.

## Структура

### Генеральная Ассамблея
Генеральная Ассамблея является высшим законодательным и исполнительным органом RIF. Она осуществляет надзор за деятельностью Центрального Комитета, Президента федерации, а также других официальных лиц федерации. Генеральная Ассамблея устанавливает бюджет федерации, проводит выборы Президента федерации и других официальных лиц. Она также составляет расписание деятельности RIF.
Генеральная ассамблея состоит из стран-участниц Федерации, членов Центрального Комитета и председателя.
Генеральная ассамблея обычно созывается раз в два года, во время проведения мировых чемпионатов по рэндзю.

### Центральный Комитет
Центральный Комитет занимается вопросами по общей ситуации в RIF, контролирует деятельность Президента и других официальных лиц. Он рассматривает ежегодные отчёты Президента и Казначея, так же как и других официальных лиц, и выдвигает рекомендации по кандидатурам Комитета Генеральной Ассамблее.
В настоящий момент (до августа 2013) Центральный Комитет состоит из семи позиций: Президент, четыре Вице-Президента, Генеральный Секретарь, Казначей. Генеральная Ассамблея при надобности может также выбрать Аудитора Центрального Комитета.

## Члены RIF
Членами организации являются 17 стран мира.
| Страна           | Статус                     |
| ---------------- | -------------------------- |
| Япония           | Страна-основатель          |
| Россия           | Страна-основатель          |
| Швеция           | Страна-основатель          |
| Канада           | Активный член организации  |
| Китай            | Активный член организации  |
| Макао            | Активный член организации  |
| Китайский Тайбэй | Активный член организации  |
| Чехия            | Активный член организации  |
| Эстония          | Активный член организации  |
| Финляндия        | Активный член организации  |
| Греция           | Активный член организации  |
| Республика Корея | Активный член организации  |
| Польша           | Активный член организации  |
| Турция           | Активный член организации  |
| Узбекистан       | Активный член организации  |
| Армения          | Пассивный член организации |
| Азербайджан      | Пассивный член организации |
| Беларусь         | Пассивный член организации |
| Латвия           | Пассивный член организации |
| Украина          | Пассивный член организации |